# باسم الكربلائي
باسم إسماعيل محمد الكربلائي المعروف باسم باسم الكربلائي هو رادود إسلامي شيعي عراقي من مواليد 11 تشرين الثاني/نوفمبر 1966.
يُعتبر صوت وأداء الكربلائي مميزاً، حيث يعتبر من اشهر الاصوات في تاريخ رثاء أهل البيت، حيث يسمعه الجمهور على نطاق واسع في جميع أنحاء العالم.
أنتج أعمالاً بلغات غير العربية كالفارسية والأردية والإنجليزية. وكان الكربلائي، في أغلب الأحيان، غير سياسي في مراثيه، محاولاً الاحتفاظ بمرثياته حصرياً حول أهل البيت وذكراهم.
وفي عام 2019، تم إهداء الكربلائي تاجاً من الذهب الخالص، ولقب بسلطان المنبر الحسيني، من قبل جمعية القراء الحسينيين في الكاظمية. وفي وقت لاحق تبرع بالتاج لمتحف ضريح العباس.

## حياته
ولد باسم الكربلائي في مدينة كربلاء في العراق عام 1966م لإسماعيل الكربلائي، وصديقة التكماشي, وهو الرابع من بين سبعة أطفال. وعاش طفولته في كربلاء وأثناء وجوده في هناك، استلهم الرادود من الشيخ الكبير حمزة الزِّغَيِّر وشارك في مجالسه حتى وفاته عام 1976.
في عام 1980، هاجر الكربلائي وعائلته إلى إيران هرباً من الاضطهاد البعثي. عاش في أصفهان بالقرب من عائلة والدته، وكان عمه رسول التكماجي هو الذي اكتشف موهبة الكربلائي وبدأ يشجعه على التسبيح والرثاء في ذكرى أهل البيت. ثم تم نقله تحت إشراف الملا تقي الكربلائي، الذي بدأ بنقله إلى الحسينية؛ التي أنشأها أهل كربلاء الذين أقاموا في أصفهان للمشاركة فيه. أول تأبين تلاه كان (تاج السعادة لليوالي حيدر) للشاعر الراحل الشهير كاظم منثور. وبعدها انتقل إلى الكويت وعاش فيها 17 عاماً، وبعدها انتقل إلى سلطنة عمان ليقيم فيها حتى الآن. ثم بدأ الكربلائي بالتلاوة في مدن مختلفة في جميع أنحاء إيران، في الحسينية التي أقامتها الجالية العراقية. وفي أصفهان تعلم القرآن وأصواته جيداً لمدة خمس سنوات. ثم يذهب إلى شخص اسمه الملا تقي الكربلائي ليطلب منه المساعدة. ليتعلم باسم بعض القصائد من الملا تقي الكربلائي. وسرعان ما انتشر اسمه بين الطوائف، وبدأ يجذب الشباب إلى مجالسه، ومن خلال الاستماع إليه، تنمّي لديهم المشاعر التقية.
بدأ الكربلائي بإلقاء كلمات تأبين كتبها محمد رضا فتح الله بشكل رئيسي. لكن بعد وفاة فتح الله تعرف على جابر الكاظمي. كان العلاقة بين الكربلائي والكاظمي جيدة جداً، وبينما كان الأول يعتبر قارئاً موهوباً، كان الثاني يعتبر من أفضل الشعراء في ذلك الوقت. وهنا بدأت علاقة طويلة بينهما، حيث أنتجا ألحاناً وكلمات حديثة، مبتعدين عن الألحان والأشعار التقليدية التي كانت تُتلى أمامهما.
تعتبر الليالي العشر الأولى من شهر المحرم (التي تقضي بسرد قصة واقعة كربلاء ومقتل الحسين وأهل بيته وأصحابه في عاشوراء) في المرتبة الثانية بعد رمضان من حيث أهميتها، وتعتبر الأكبر جماعة مقارنة بمواسم العزاء الأخرى، وكل قارئ شيعي يحلم باستضافة هذه الليالي العشر، وكانت ليلة العشر الأولى للكربلائي عام 1988 في قم. وشهد ذلك العام بداية شهرة الكربلائي كقارئ متمكن.
في عام 2020 بسبب جائحة كورونا أصيب الكربلائي بالفيروس وللأسف لم يتمكن من القراءة في العشر ليالي الأولى من المحرم بسبب الوباء، لكن في المحرَّم 2021 بدأ القراءة مرة أخرى بعد تعافيه وتراجع أزمة فيروس كورونا.

## حياته المهنية
في عام 1994، دُعي الكربلائي إلى قراءة الليالي العشر الأولى من شهر المحرم في الكويت. تم تسجيل مجالسه على أشرطة الكاسيت وتوزيعها في جميع أنحاء العالم الإسلامي. وقد سمحه له ذلك بأنتشار صيته على نطاق أوسع بكثير، وأكسبه شهرة دولية. كما بدأ يتلقى دعوات في بلدان أخرى، منها القريبة مثل لبنان وتصل إلى أماكن حتى أستراليا. وأقام في الكويت وانتقل مع عائلته الى هناك.
وعملاً بنصيحة معلمه محمد رضا الشيرازي، قام بتشكيل جماعة من القراء الطموحين، أطلق عليها اسم شباب الثقلين، وهي فرقة من ثمانين شاباً تشبه الجوقة. وكثيراً ما شاركت هذه المجموعة في المناسبات السعيدة للاحتفال بمولدات أهل البيت. أنتجت المجموعة عددًا ملحوظاً من كبار القراء.
وبناء على دعوات عديدة، زار الكربلائي البحرين للمرة الأولى عام 2002، في الليالي العشر الأولى من شهر المحرم الحرام. وكانت هذه أيضًا المرة الأولى التي يغادر فيها الكربلائي الكويت في المحرم بعد أن أدى هناك لمدة ثماني سنوات متتالية. وقد شكل هذا تحدياً جديداً للكربلائي، نظراً لأن شعب البحرين كان لديه نهج مختلف قليلاً عندما يتعلق الأمر بثقافة اللطم. لقد تمكن من التأقلم والتكيف بسرعة مع وزنهم في الشعر، وحصل على التقدير باعتباره مبتكراً حقيقياً في عالم قراء التأبين.
بعد غزو العراق عام 2003، زار الكربلائي العراق، بعد انفصاله عن وطنه لما يزيد قليلاً عن ثلاثة وعشرين عاماً. وقد لقي ترحيباً كبيراً من مواطنيه. وأقيمت له مجالس في كل من الأماكن المقدسة، بحشود تصل إلى مئات الآلاف. ومع ذلك، لم يبق الكربلائي في العراق لفترة طويلة وعاد إلى الكويت، بينما كان لا يزال يركز على عروضه في جميع أنحاء العالم. أمضى العامين التاليين بين المنامة ولندن في المحرم، ودول عربية وغربية أخرى للمواسم الأخرى. وفي نهاية المطاف، في عام 2007، غادر الكويت تماماً ليستقر في مسقط رأس زوجته في سلطنة عمان.

## أعماله
لدى باسم الكربلائي عدد من الأعمال، قام بإنتاجها في عدة دول، حيث تعاون مع العديد من الملحنين، مثل الملحن والموزع الموسيقي اللبناني ميشال فاضل.
الكربلائي هو أول قارئ تأبين شيعي ينتج قصيدة (مرثية) في الاستوديو. كان إنتاجه الأول فيلماً مميزاً في مشروع مع داود حسين بعنوان المباهلة. بعد ذلك، ذهب لإنتاج أكثر من ستين ألبوماً، يتألف كل منها من سبعة إلى عشرة مقطوعات موسيقية. كما كان أول قارئ يصدر فيديو موسيقي. وفي أواخر التسعينيات وأوائل العقد الأول من القرن الحادي والعشرين، شهد نجاحاً كبيراً في مبيعات الألبومات في الكويت والبحرين والسعودية ولبنان. وفي عام 2003، بعد غزو العراق، عندما تم رفع القمع الديني عن الشيعة، أصبحت الأغاني الدينية سلعة مطلوبة. أعلنت متاجر الموسيقى في جميع أنحاء البلاد أنه في الأيام العادية، يشتري الناس عشرة أقراص باسم مقابل قرص واحد لكاظم الساهر، وخلال المواسم الدينية، فإن مبيعات أقراص باسم تزداد بشكل ملحوظ. تدريجياً، أصبح الحضور الإعلامي للكربلائي ومتابعيه ضخماً، وبدأت قناته على اليوتيوب بالظهور، مع أكثر من 10 ملايين مشترك وأكثر من 3 مليارات مشاهدة.
ظهر الكربلائي على العديد من القنوات التلفزيونية الحكومية، مثل البحرين ولبنان والعراق، ويتم بث مقطوعاته الصوتية باستمرار. وكثيراً ما يظهر على القنوات الفضائية.
ألف الكربلائي ثلاثة مجلدات من كتابه هذا ما قرأت، وهو عبارة عن تجميع للمرثيات التي رددها طوال حياته المهنية.

## حياته الشخصية
تزوج باسم من امرأة عمانية وله أربعة أبناء, ولد واحد (علي باسم الكربلائي) الذي اشترك معه في عدد من الإصدارات الإسلامية, وثلاث بنات (فاطمة وريحانة ورقية). وشاركت ابنته فاطمة في ألبومه سواد الليل عام 2007، فيما بدأ ابنه علي وابنته رقية المشاركة في الألبومات مع والدهما في عام 2013 حتى عام 2017.

## بعض القصائد
| اسم القصيدة   | توزيع      | سنة الإصدار |
| ------------- | ---------- | ----------- |
| تجارة لن تبور | ميشال فاضل | 2017        |
| تمنيت         | ميشال فاضل | 2021        |
| رضيعك         | ميشال فاضل | 2021        |
| مو فرات       | ميشال فاضل | 2021        |
| الصرخة الأولى | ميشال فاضل | 2021        |